# ازرق، اردن
ازرق، اردن (به عربی: الأزرق) یک منطقهٔ مسکونی در اردن است که در استان زرقاء واقع شده‌است. ازرق ۱۴٬۸۰۰ نفر جمعیت دارد و ۵۲۵ متر بالاتر از سطح دریا واقع شده.